# Instrukcja wyboru
Instrukcja wyboru, instrukcja decyzyjna – instrukcja w określonym języku programowania, umożliwiająca wybór instrukcji do wykonania spośród wielu opcji.

## Działanie i stosowanie instrukcji wyboru
Instrukcję wyboru stosuje się w programach, w których należy wybrać jedną spośród wielu opcji, np. w Pascalu.
```
  
case
 
x
 
of

    
1
,
 
2
,
 
3
 
:

      
begin

        
instrukcje
-
1

      
end
;

    
4
 
:

      
begin

        
instrukcje
-
2

      
end
;

    
else

      
instrukcje
-
else

  
end
;

```

Wybór określonego kodu następować może na podstawie różnych kryteriów:
- numeru instrukcji lub elementu na liście,
- wartości pewnego wyrażenia,
- warunków logicznych.

## Składnia instrukcji wyboru
Składnia instrukcji wyboru różni się w zależności od języka programowania, lecz można wyróżnić w niej charakterystyczne elementy:
- nagłówek instrukcji wyboru:
  - słowo kluczowe rozpoczynające instrukcję (np. case, select, switch)
  - opcjonalnie wyrażenie, na podstawie którego następuje wybór
  - słowo łączące (np. of, do)
- ciało instrukcji wyboru:
  - kolejne instrukcje podlegające selekcji
  - opcjonalnie poprzedzone frazami zawierającymi wartości porównywane z wyrażeniem z nagłówka instrukcji
    - opcjonalnie poprzedzone słowem kluczowym (np. case, when)
    - wyrażenie stałe lub lista takich wyrażeń, albo zakresów wartości (np. 1, zm, 7..12)
    - słowo lub symbol łącznika (np. :, =>, do)

  - opcjonalnie fraza domyślna, wykonywana gdy żadna z fraz nie spełni warunku (np. else, otherwise, other, default, when else)
- koniec instrukcji wyboru – słowo zamykające blok (np. end, end case, end select itp.).

## Języki programowania

### Ada
- instrukcja wyboru

```
  
case
 
wyrażenie
 
is

    
when
 
war
-
1
 
=>
 
instr
-
1

    
[
…

    
when
 
war
-
n
 
=>
 
instr
-
n
]

    
[
when
 
others
 
=>
 
instr
-
oth
]

  
end
 
case
;

```

- instrukcja nadzorowana – wyboru wejścia

```
  
select

    
when
 
war
-
1
 
=>
 
instr
-
1

    
[
or
 
...

     
or
 
when
 
war
-
n
 
=>
 
instr
-
n
]

  
end
 
select
;

```

### Algol68
Wybór według numeru instrukcji.
```
 
case
 
wyrażenie
 
of

   
begin

     
instrukcja-1

     ...
     
instrukcja-n

   
end
```

### Basic
Wybór zależny jest od numeru instrukcji:
```
 
ON
 
wyrażenie
 
GOTO
 
lista_etykiet
```

### C,C++
W języku C występuje instrukcja decyzyjna switch o składni:
```
  
switch
([
warunek
])
 
instrukcja
;

  
// gdzie instrukcja jest najczęściej [[Instrukcja blokowa|instrukcją grupującą]] zawierającą frazy case i default:

  
{

    
case
 
wyr
-
stałe
-1
 
:
 
instrukcje
-1

    
[...

    
case
 
wyr
-
stałe
-
n
 
:
 
instrukcje
-
n
]

    
[
default
 
:
 
instrukcje
-
default
]

  
}

```

W odróżnieniu od instrukcji wyboru implementowanych w większości języków programowania, w instrukcji decyzyjnej języka C wykonywane są wszystkie instrukcje występujące po właściwej frazie case, także instrukcje występujące w następnych frazach case i default. Z tego względu jeżeli występuje konieczność ograniczenia zakresu wykonywania instrukcji należy zastosować instrukcję opuszczenia break.
```
  
switch
(
x
)

    
{

      
case
 
1
 
:
 
instr
-1
;

      
case
 
2
 
:
 
instr
-2
;
 
break
;

      
case
 
3
 
:
 
instr
-3
;

    
}

```

W powyższym przykładzie instrukcji switch, jeśli x=1 to wykonane zostaną instr-1 i instr-2, a jeżeli x=2 to tylko instr-2, gdyż instrukcja opuszczenia break spowoduje zakończenie wykonywania instrukcji zawartych w grupie switch.

### Clipper
W języku Clipper instrukcja wyboru uzależniona jest od spełnienia określonego warunku:
```
 
DO CASE

   
CASE
 
war-1

     
instrukcje-1

   [...
   
CASE
 
war-n

     
nstrukcje-n
]
   [
OTHERWISE

     
instrukcje-other

 
END
 [
CASE
]
```

### Comal
```
 
CASE
 
wyr
 
OF

   
WHEN
 
war-1

     instrukcje-1
   [...
   
WHEN
 
war-1

     
instrukcje-1
]
   [
OTHERWISE

     
instrukcje-oth
]
 
ENDCASE
```

### Fortran
```
  
GO
 
TO
 
([[
Etykieta
 
(
informatyka
)
|
etykieta
]]
-
1
,
 
…
,
 
etykieta
-
n
)
 
zmienna_integer
;

```

### Icon
```
 
case
 
wyrażenie
 
of 
{
   
war-1
 : 
instr-1

   [...
   
war-n
 : 
instr-n
]
   [
default
 : 
instr-default
]
 }
```

### Modula 2
```
 
CASE
 
wyrażenie
 
OF

   
wartość-1
 : 
instrukcje-1
 |
   [... |
   
wartość-n
: 
instrukcje-n
] |
   [
ELSE
 
instrukcje-else
]
 
END
```

### Pascal
W Pascalu wybór uzależniony jest podobnie jak w języku C od wartości określonego w nagłówku instrukcji wyrażenia. Jednak w języku Pascal wykonanie instrukcji ograniczone jest do wybranej frazy.
```
  
case
 
wyra
ż
enie
 
of

    
lista_warto
ś
ci_1
 
:
 
instrukcja
-
1

    
[
...

    
lista_warto
ś
ci_n
 
:
 
instrukcja
-
n
]

    
else
 
instrukcja
-
else

  
end
;

```

### PL/1
```
 
SELECT
(
wyrażenie
);
   
WHEN
(
lista_wyrażeń-1
) 
instrukcja-1
;
   [...
   
WHEN
(
lista_wyrażeń-n
) 
instrukcja-n
;]
   [
OTHERWISE
 
instrukcja-oth
;]
 
END
;
```

### PL/M
Wybór uzależniony od numeru instrukcji.
```
 
DO CASE
 
wyrażenie
;
   
instr-1
;
   […
    
instr-n
;]
  
END
;
```

### Simula 67
```
 
inspect
 
w
 
when
 
w1
 
do
 
i-1
;
        [...
         
when
 
wn
 
do
 
i-n
;]
        [
otherwise
 
i-oth
;]
```

### Visual Basic
- wybór zależny od wartości wyrażenia

```
  
Select
 
Case
 
wyrażenie

    
Case
 
lista_wyrażeń_1

      
instrukcje
-
1

    
[
...

        
Case
 
lista_wyrażeń_n

      
instrukcje
-
n
]

    
[
Case
 
Else

      
instrukcje
-
else
]

  
End
 
Select

```

- wybór zależny od numeru instrukcji (przejęta z języka Basic)

```
  
ON
 
wyrażenie
 
GOTO
 
lista_etykiet

```